# Lassie

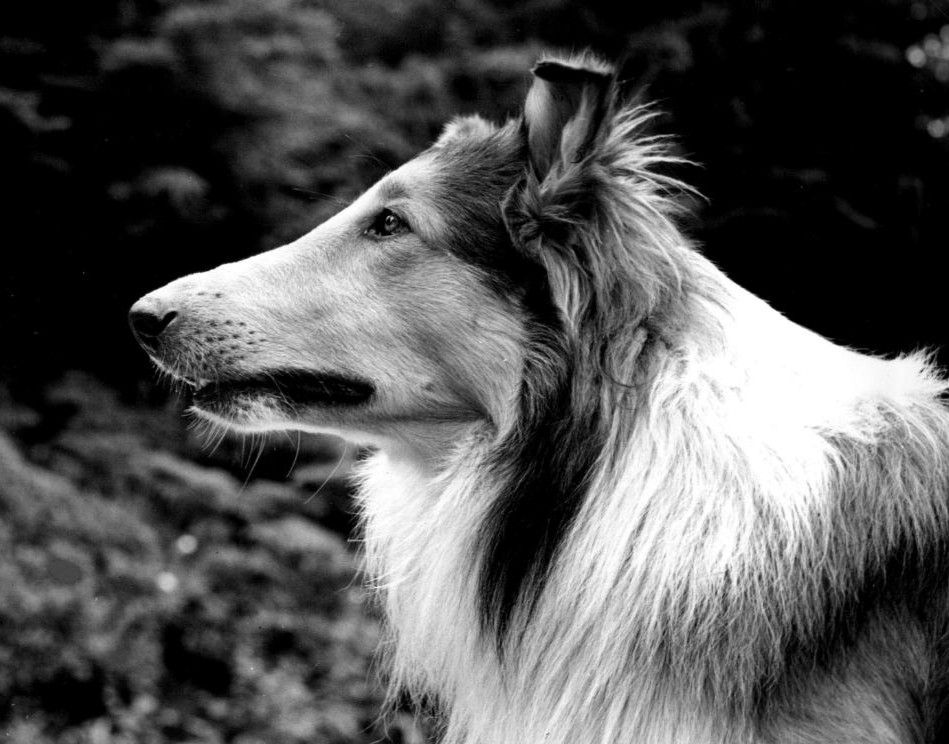
Foto de Pal, el primer perro (macho) que se empleó para dar vida al personaje de Lassie. La foto, de 1942, tal vez fuera tomada durante el rodaje de Lassie Come Home, estrenada en 1943.

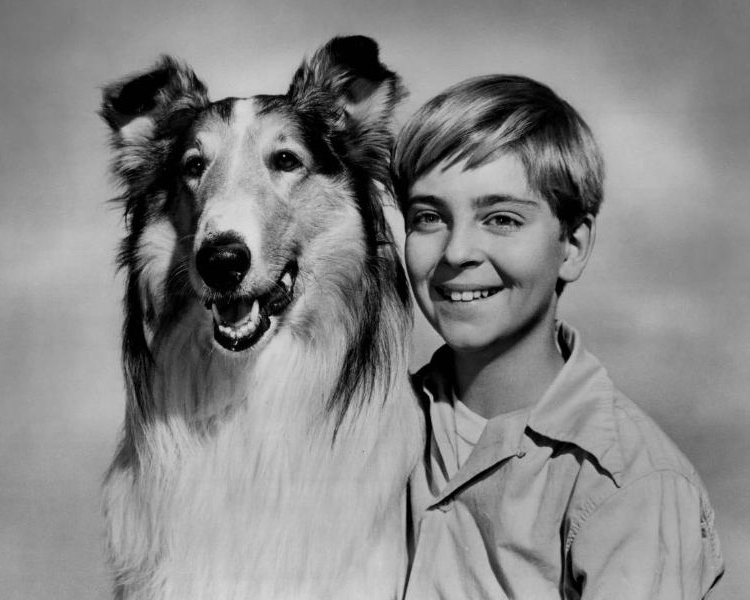
Foto publicitaria de la serie de TV, con Tommy Rettig. Ca. 1955.

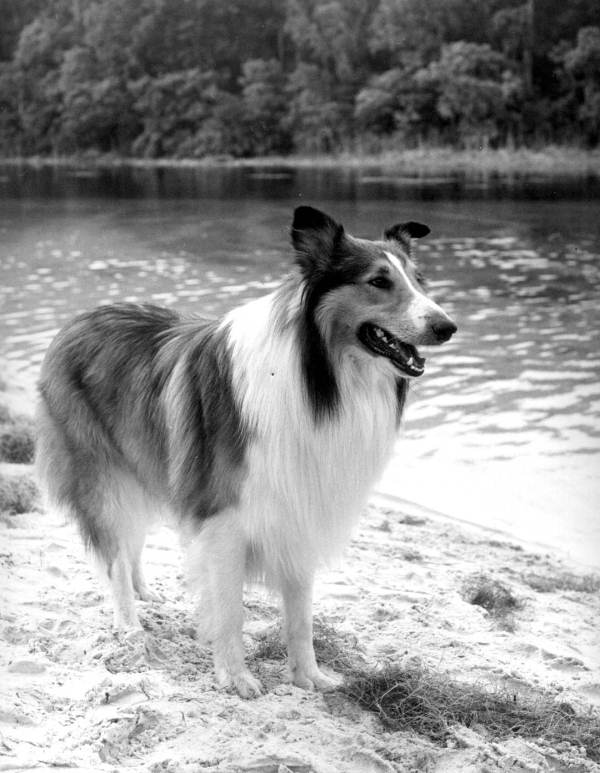
Foto de otra perra collie que representaba a Lassie. 1965.

Lassie (pronunciado en inglés /læsi/) es un personaje de ficción que se empleó durante años en películas, series de televisión y libros de aventuras: se trata de una perra collie de la que se diría con el tiempo que era "la perra más famosa del mundo".
El personaje de Lassie fue ideado por el autor británico Eric Knight en el cuento Lassie: vuelve a casa (Lassie Come Home), publicado en 1938 en el periódico The Saturday Evening Post, y del que se haría una novela en 1940. 
Esta novela fue adaptada al cine en 1943 con el mismo título, Lassie Come Home, con Roddy McDowall como estrella y con el talentoso perro Pal, que sería la primera Lassie. A partir de entonces se han hecho numerosas secuelas cinematogáficas y series de televisión en las que el personaje se ha ido desarrollando y para el que se han empleado varios perros de raza collie. Pal caracterizó a Lassie durante otras seis producciones de la MGM hasta 1951; se puede citar El coraje de Lassie, que contó con una niña prodigio de futuro prometedor: Elizabeth Taylor. Rudd Weatherwax, el propietario y entrenador de Pal, adquirió los derechos del nombre y la marca registrada de Lassie, y empezó aparecer en rodeos, presentaciones y eventos similares en los Estados Unidos a comienzos de los años 50. 
En 1954 se inició la galardonada serie de televisión de la CBS Lassie, ganadora del premio Emmy y en la que, durante los siguientes 19 años, una sucesión de sucesoras de Pal aparecerían encarnando al personaje canino. Este personaje ha aparecido en libros, radio, televisión, cine, juguetes, historietas, series animadas, juegos y en otros medios. Como dato anecdótico, está en que los descendientes del perro "Pal" aún hoy en día continúan dándole vida a Lassie, siendo actualmente la que lo hace un cachorro de la décima generación.

## Televisión
- Lassie (1954-1974). Serie de TV; también conocido como Jeff's Collie, Timmy and Lassie.
- Lassie Rescue Rangers (1973). Serie de dibujos animados.
- Lassie: A New Beginning (película 1978).
- The New Lassie (serie de TV).
- Meiken Lassie (1996).
- Lassie (serie de TV) (1997).
- Las nuevas aventuras de Lassie (2014-2020). Serie animada 2D, también llamado Lassie.

## Películas
- 1943: Lassie Come Home (en España, La cadena invisible); en esta película tuvo su primer gran papel Elizabeth Taylor.
- 1945: Son of Lassie, con Peter Lawford.
- 1946: Courage of Lassie, con Elizabeth Taylor.
- 1948: Hills of Home o Master of Lassie.
- 1949: Challenge to Lassie.
- 1949: The Sun Comes Up.
- 1951: The Painted Hills.
- 1963: Lassie's Great Adventure.
- 1966: Lassie the Voyager.
- 1978: The Magic of Lassie.
- 1994: Lassie.
- 2005: Lassie.
- 2020: Lassie Vuelve a casa